# Polo aquático nos Jogos Olímpicos de Verão de 2020 - Qualificação feminina
Este artigo detalha a fase de qualificação feminina do polo aquático nos Jogos Olímpicos de Verão de 2020. (As Olimpíadas foram adiadas para 2021 devido à pandemia de COVID-19). A qualificação entregou vagas para dez equipes: o país-sede, a melhor equipe da Liga Mundial, a melhor no Campeonato Mundial, as cinco campeãs dos torneios de qualificação continental e as duas melhores no torneio de qualificação olímpica.

## Sumário de qualificação
| Evento                                   | Datas                      | Local        | Vagas | Qualificado(s) |
| ---------------------------------------- | -------------------------- | ------------ | ----- | -------------- |
| País-sede                                | 7 de setembro de 2013      | Buenos Aires | 1     | Japão          |
| Liga Mundial de Polo aquático de 2019    | 4 a 9 de junho de 2019     | Hungria      | 1     | Estados Unidos |
| Campeonato Mundial da FINA de 2019       | 14 a 26 de julho de 2019   | Gwangju      | 1     | Espanha        |
| Jogos Pan-Americanos de 2019             | 4 a 10 de agosto de 2019   | Lima         | 1     | Canadá         |
| Seleção Continental da Oceania           | —                          | —            | 1     | Austrália      |
| Seleção Continental Africana             | —                          | —            | 1     | África do Sul  |
| Campeonato Europeu de 2020               | 12 a 25 de janeiro de 2020 | Budapeste    | 1     | Rússia         |
| Jogos Asiáticos de 2018                  | 16 a 21 de agosto de 2018  | Jacarta      | 1     | China          |
| Torneio Mundial de Qualificação Olímpica | 19 a 24 de janeiro de 2021 | Trieste      | 2     | Hungria        |
| Torneio Mundial de Qualificação Olímpica | 19 a 24 de janeiro de 2021 | Trieste      | 2     | Países Baixos  |
| Total                                    |                            |              | 10    |                |

## Liga Mundial de Polo Aquático de 2019
A melhor equipe na Liga Mundial de 2019 qualificou para as Olimpíadass.
| Posição | Equipe         |
| ------- | -------------- |
|         | Estados Unidos |
|         | Itália         |
|         | Rússia         |
| 4       | Países Baixos  |
| 5       | Austrália      |
| 6       | Hungria        |
| 7       | Canadá         |
| 8       | China          |

## Campeonato Mundial de 2019
A melhor equipe no Campeonato Mundial da FINA de 2019 qualificou para as Olimpíadas.
| Posição | Equipe          |
| ------- | --------------- |
| 1       | Estados Unidos1 |
| 2       | Espanha         |
| 3       | Austrália       |
| 4       | Hungria         |
| 5       | Rússia          |
| 6       | Itália          |
| 7       | Países Baixos   |
| 8       | Grécia          |
| 9       | Canadá          |
| 10      | Cazaquistão     |
| 11      | China           |
| 12      | Nova Zelândia   |
| 13      | Japão           |
| 14      | África do Sul   |
| 15      | Cuba            |
| 16      | Coreia do Sul   |

1 Os Estados Unidos já estavam qualificados para as Olimpíadas após vencer a Liga Mundial

## Torneios Continentais
Uma equipe de cada evento de qualificação continental estará qualificada para as Olimpíadas.

### Ásia
Nur-Sultã, Cazaquistão, deveria ser a sede do torneio continental asiático de 12 a 16 de fevereiro de 2020. No fim de janeiro, o torneio foi cancelado, devido à suspensão de voos e vistos da China pelo governo cazaque devido a preocupações com a pandemia de COVID-19 na região oriental da China. No meio de fevereiro, a AASF decidiu utilizar a classificação final dos Jogos Asiáticos de 2018 para alocar as vagas continentais aos vencedores e as vagas no torneio de qualificação mundial para as equipes seguintes no torneio. A decisão foi oficializada posteriormente pela FINA e as vagas para os Jogos Olímpicos e para o Torneio Mundial de Qualificação foram para China e Cazaquistão respectivamente; como o restante das equipes elegíveis pelo Campeonato Asiáico (Tailândia, Indonésia e Hong Kong) declinaram a vaga para o torneio mundial, a FINA convidou o Uzbequistão.
| Posição | Equipe      |
| ------- | ----------- |
| 1       | China       |
| 2       | Cazaquistão |
| 3       | Japão1      |
| 4       | Tailândia   |
| 5       | Indonésia   |
| 6       | Hong Kong   |

1O Japão já estava qualificado para as Olimpíadas como país-sede.

### Europa
| Posição | Equipe        |
| ------- | ------------- |
| 1       | Espanha1      |
| 2       | Rússia        |
| 3       | Hungria       |
| 4       | Países Baixos |
| 5       | Itália        |
| 6       | Grécia        |
| 7       | França        |
| 8       | Eslováquia    |
| 9       | Israel        |
| 10      | Croácia       |
| 11      | Alemanha      |
| 12      | Sérvia        |

1 A Espanha já estava qualificada para as Olimpíadas após ter terminado em segundo no Campeonato Mundial da FINA de 2019.

### Américas
| Posição           | Equipe          |
| ----------------- | --------------- |
| Medalha de ouro   | Estados Unidos1 |
| Medalha de prata  | Canadá          |
| Medalha de bronze | Brasil          |
| 4                 | Cuba            |
| 5                 | Porto Rico      |
| 6                 | México          |
| 7                 | Venezuela       |
| 8                 | Peru            |

1 Os Estados Unidos já haviam conquistado a vaga Olímpica ao vencer a Liga Mundial de 2019.

## Torneio de Qualificação Mundial
O torneio estava programado para ser realizado em Trieste, Itália, de 17 a 24 de maio de 2020, porém foi adiado devido à pandemia de COVID-19. O sorteio das chaves foi realizado na sede da FINA em Lausanne, Suíça, em 11 de fevereiro de 2020. As duas melhores equipes conquistaram a vaga para as Olimpíadas. O torneio foi realizado de 19 a 24 de janeiro de 2021.

### Classificação final
| Posição           | Equipe        |
| ----------------- | ------------- |
| Medalha de ouro   | Hungria       |
| Medalha de prata  | Países Baixos |
| Medalha de bronze | Grécia        |
| 4                 | Itália        |
| 5                 | França        |
| 6                 | Cazaquistão   |
| 7                 | Israel        |
| 8                 | Eslováquia    |